# Helix-Pass
Der Helix-Pass ist ein kleiner Gebirgspass mit nordsüdlicher Ausrichtung im ostantarktischen Viktorialand. Er verläuft 6 km ostnordöstlich des Mount Jamroga im Zentrum der Bowers Mountains zwischen dem Mount Wodzicki im Westen und den beiden Curphey Peaks an der Ostflanke. Der Pass ermöglicht den Zugang vom Kopfende des Carryer-Gletschers in das südliche Gebiet der Bowers Mountains.
Teilnehmern einer von 1967 bis 1968 dauernden Kampagne der New Zealand Geological Survey Antarctic Expedition nahmen die Benennung vor. Namensgebend war der Umstand, dass bei der Erstbegehung zahlreiche Windungen und Steigungen wie bei einem Gehäuse von Schnirkelschnecken (lateinisch Helicidae) zurückgelegt bzw. überwunden werden mussten.